# 韓坤 (明朝)
參數所指定的目標頁面不存在，建議更正成存在頁面或直接建立下列一個頁面（建立前請先搜尋是否有合適的存在頁面可以取代）：
- 韓坤

韩坤（1473年—1543年），字子厚，號上原，陕西西安府蒲州蒲城縣雙桂里人，明朝政治人物。

## 生平
正德八年（1513年）癸酉科陕西乡试舉人，正德九年（1514年）甲戌科三甲二百二十名進士。授嘉兴县知县，升工部主事，督临清闸关。嘉靖初改户部主事，督催湖广军饷，丁母李安人憂，歸家服喪。服阕，升员外郎，历官户部郎中，出为四川夔州府知府，嘉靖十一年（1532年）致仕归乡。

## 家族
高祖韩志川。曾祖韩林。祖父韩锐。父韩宣，贈工部主事。母李氏，封安人
子邦维、邦紀、邦績、邦緒、邦經、邦綸。